# Prvački trofej 1987. (hokej na travi)
9. Prvački trofej se održao 1987. godine.

## Mjesto i vrijeme održavanja
Održao se od 19. do 28. lipnja 1987.
Susreti su se odigrali na stadionu Wagener u nizozemskom gradu Amstelveenu. Prvenstvo se održalo usporedno s Prvačkim trofejem za žene.

## Sudionici
Sudjelovali su domaćin Nizozemska, branitelj naslova SR Njemačka, Pakistan, Australija, Uj. Kraljevstvo, Argentina, SSSR i Španjolska. 

### Sastavi

#### Nizozemska
```
 [ 1.] 
Frank Leistra
 (vr)         [ 9.] 
Robbert Delissen
 
 [ 2.] 
Patrick Faber
              [10.] 
Theodoor Doyer
 
 [ 3.] 
Cees Jan Diepeveen
         [11.] 
Floris Jan Bovelander
 
 [ 4.] 
Maurits Crucq
              [12.] 
Gert Jan Schlatmann

 [ 5.] 
René Klaassen
              [13.] 
Ronald Jansen
 (vr)
 [ 6.] 
Hendrik-Jan Kooijman
       [14.] 
Tom van 't Hek
 (kapetan)
 [ 7.] 
Marc Delissen
              [15.] 
Erik Parlevliet
 
 [ 8.] 
Jacques Brinkman
           [16.] 
Taco van den Honert
```

```
Trener:
 
Hans Jorritsma

Menedžer:
 Nico Spits

Liječnik:
 Wim Crouwel

Fizioterapeut:
 Leo Heere
```

## Natjecateljski sustav
Ovaj turnir se igralo po jednostrukom ligaškom sustavu. Za pobjedu se dobivalo 2 boda, za neriješeno 1 bod, a za poraz nijedan bod. 
Susrete se igralo na umjetnoj travi.

## Rezultati
```
petak, 19. lipnja

 * SR Njemačka - Uj. Kraljevstvo      3:1
 * Australija - Argentina             4:1
 * Pakistan - SSSR                    2:0
 * Nizozemska - Španjolska            1:0 
```

```
subota, 20. lipnja
:
 * SR Njemačka - Argentina            4:0
 * Uj. Kraljevstvo - Australija       1:1
 * Nizozemska - Pakistan              2:1
 * SSSR - Španjolska                  2:1 
```

```
ponedjeljak, 22. lipnja

 * Australija - SSSR                  2:1
 * Uj. Kraljevstvo - Španjolska       5:1
 * Argentina - Pakistan               2:0
 * Nizozemska - SR Njemačka           1:1 
```

```
utorak, 23. lipnja

 * Uj. Kraljevstvo - SSSR             2:0
 * Australija - Španjolska            3:1
 * SR Njemačka - Pakistan             2:1
 * Nizozemska - Argentina             5:0 
```

```
četvrtak, 25. lipnja

 * Pakistan - Španjolska              1:2 
 * SR Njemačka - Australija           2:2
 * Uj. Kraljevstvo - Argentina        0:0
 * Nizozemska - SSSR                  4:1 
```

```
petak, 26. lipnja

 * Australija - Pakistan              3:1
 * SR Njemačka - Španjolska           1:0
 * Nizozemska - Uj. Kraljevstvo       0:1
 * Argentina - SSSR                   2:1 
```

```
nedjelja, 28. lipnja

 * SR Njemačka - SSSR                 5:2
 * Argentina - Španjolska             1:1
 * Nizozemska - Australija            2:1
 * Uj. Kraljevstvo -Pakistan          5:3 
```

```
Završni poredak:
```

```
 1. 
 SR Njemačka         7     5     2     0     (18 :  7)        
12

 2. 
 Nizozemska          7     5     1     1     (15 :  5)        
11

 3. 
 Australija          7     4     2     1     (16 :  9)        
10

 4. 
 Uj. Kraljevstvo     7     4     2     1     (15 :  8)        
10

 5. 
 Argentina           7     2     2     3     ( 6 : 15)         
6
 

 6. 
 Španjolska          7     1     1     5     ( 6 : 14)         
3

 7. 
 Pakistan            7     1     0     6     ( 9 : 16)         
2

    
 8. 
 SSSR                7     1     0     6     ( 7 : 18)         
2
```

| Pobjednici               |
| ------------------------ |
| SR Njemačka Drugi naslov |

## Najbolji sudionici
| Najbolji strijelac    | Pogodaka   |
| --------------------- | ---------- |
| Stefan Blöcher        | 7 pogodaka |
| Floris Jan Bovelander | 7 pogodaka |
| Aleksandr Gončarov    | 5 pogodaka |
| Sean Kerly            | 5 pogodaka |
| Martyn Grimley        | 4 pogotka  |
| Mark Hager            | 4 pogotka  |